# Unterseeboot 749
L'Unterseeboot 749 ou U-749 est un sous-marin allemand (U-Boot) de type VIIC utilisé par la Kriegsmarine pendant la Seconde Guerre mondiale.
Le sous-marin fut commandé le 25 août 1941 à Dantzig (Schichau-Werke), sa quille fut posée le 28 septembre 1942, il fut lancé le 10 juin 1943, et mis en service le 14 août 1943, sous le commandement du Teniente di Vascello italien Alberto Longhi.
L'U-749 n'effectua aucune patrouille, par conséquent il n'endommagea ou ne coula aucun navire.
Il fut coulé à Kiel en avril 1945.

## Conception
Unterseeboot type VII, l'U-749 avait un déplacement de 769 tonnes en surface et 871 tonnes en plongée. Il avait une longueur totale de 67,10 m, un maître-bau de 6,20 m, une hauteur de 9,60 m et un tirant d'eau de 4,74 m. Le sous-marin était propulsé par deux hélices de 1,23 m, deux moteurs diesel Germaniawerft M6V 40/46 de 6 cylindres en ligne de 1 400 cv à 470 tr/min, produisant un total de 2 060 à 2 350 kW en surface et de deux moteurs électriques AEG GU 460/8–27 de 375 cv à 295 tr/min, produisant un total 550 kW, en plongée. Le sous-marin avait une vitesse en surface de 17,7 nœuds (32,8 km/h) et une vitesse de 7,6 nœuds (14,1 km/h) en plongée. Immergé, il avait un rayon d'action de 80 milles marins (150 km) à 4 nœuds (7,4 km/h; 4,6 milles par heure) et pouvait atteindre une profondeur de 230 m. En surface son rayon d'action était de 8 500 milles nautiques (soit 15 700 km) à 10 nœuds (19 km/h).
 L'U-749 était équipé de cinq tubes lance-torpilles de 53,3 cm (quatre montés à l'avant et un à l'arrière) qui contenait quatorze torpilles. Il était équipé d'un canon de 8,8 cm SK C/35 (220 coups) et d'un canon antiaérien de 20 mm Flak. Il pouvait transporter 26 mines TMA ou 39 mines TMB. Son équipage comprenait 4 officiers et 40 à 56 sous-mariniers.

## Historique
Il reçut sa formation de base au sein de la 8. Unterseebootsflottille jusqu'au 8 septembre 1943. À partir du 29 septembre, il opéra dans la 24. Unterseebootsflottille puis dans la 5. Unterseebootsflottille comme formation d'entrainement.
L'U-749 est prévu pour être prêté à la Regia Marina en échange des sous-marins italiens basés à Bordeaux. Il est immatriculé S7, le 14 août 1943.
Le 10 septembre 1943, après l'Armistice de l'Italie, la Kriegsmarine le récupère, à Gotenhafen. 
Il sert ensuite à l'entraînement des équipages jusqu'en avril 1945.
Le 4 avril 1945, l'U-749 est coulé à Kiel, Site 14, à la position 54° 19′ N, 10° 08′ E, aux chantiers Germaniawerft lors de la mise en place de son Schnorchel, par un raid de la 8e USAAF. Il y a deux victimes parmi l'équipage, le nombre de survivants est inconnu.

## Affectations
- 8. Unterseebootsflottille du 14 août 1943 au 8 septembre 1943 (Période de formation).
- 24. Unterseebootsflottille du 29 septembre 1943 au 1er avril 1945 (Période de formation).
- 5. Unterseebootsflottille du 1er avril 1945 au 4 avril 1945 (Période de formation).

## Commandement
- Teniente di Vascello Mario Arillo du 14 août 1943 au 9 septembre 1943.
- Oberleutnant zur See Rupprecht Fishler Graf von Treuberg du 29 septembre 1943 au 31 décembre 1943.
- Oberleutnant zur See Ernst Fischer du 1er janvier 1944 à novembre 1944.
- Kapitänleutnant Friedrich Huisgen de décembre 1944 au 4 avril 1945.